# Тэннер против Тэннера
«Тэннер против Тэннера» (англ. Tanner on Tanner, 2004) — комедийный мини-сериал режиссёра Роберта Олтмена, выдержанный в жанре политической сатиры на предвыборную гонку в США. Продолжение мини-сериала Таннер 88, снятого Олтменом в 1988 году.

## Сюжет
В штабе кандидата Джека Тэннера снимают фильм о нём. По стечению обстоятельств режиссёр фильма Алекс является дочерью того самого кандидата. История построена на сравнениях реальной жизни политика и его экранного образа. Выдуманные герои перемешиваются с настоящими, документалистика с игровым кино.